# Kevin McDonald
Kevin David McDonald (Carnoustie, Skócia, 1988. november 4. –) skót válogatott labdarúgó.

## Pályafutása

### Dundee
McDonald a Dundee ificsapatában kezdett futballozni, 2005-ben kapott profi szerződést. 2006 júniusában a Celtic 75 ezer fontos ajánlatot tett érte, de csapata nemet mondott. Időközben fontos tagja lett a Dundee-nak, 90 bajnoki mérkőzésen lépett pályára a csapatában és 14 gólt szerzett. A csapat menedzsere Alex Rae 2008 májusában bejelentette, hogy McDonald távozhat, ha megfelelő ajánlat érkezik érte.

### Burnley
2008 nyarán a Burnley egy 250 ezer fontos ajánlatot tett érte, de a Dundee elutasította azt. Az angolok aztán 500 ezret ajánlottak érte, amire már igent mondták a skótok, az átigazolás június 24-én jött létre, McDonald egy hároméves szerződést kapott. 2009-ben feljutott a csapattal a Premier League-be.

## Válogatott
McDonald tagja volt az U19-es skót válogatottnak, 2007 óta pedig az U21-es csapatban szerepel, ahol már gólt is szerzett.

## Sikerei, díjai
- Wolverhampton
  - League One: 2013–14

## Fordítás
- Ez a szócikk részben vagy egészben  a   Kevin McDonald (footballer born 1988) című angol Wikipédia-szócikk fordításán alapul.  Az eredeti cikk szerkesztőit annak laptörténete sorolja fel. Ez a jelzés csupán a megfogalmazás eredetét és a szerzői jogokat jelzi, nem szolgál a cikkben szereplő információk forrásmegjelöléseként.